# Distilare cu vapori

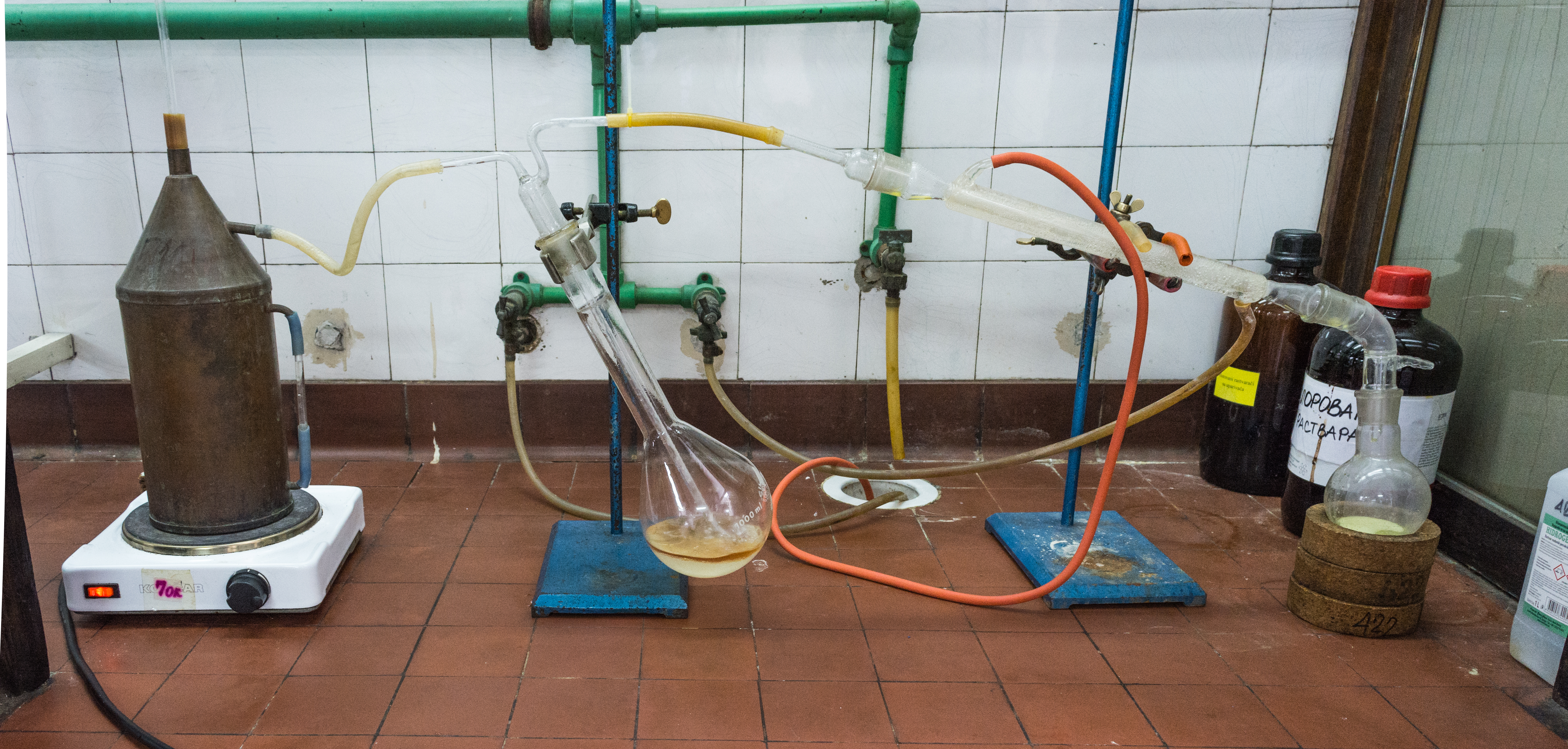
Aparatură pentru distilare cu vapori de apă

Distilarea cu vapori (de apă) este o metodă de distilare aplicabilă pentru substanțele care nu sunt miscibile cu apa și se bazează pe barbotarea vaporilor de apă prin aceste substanțe.
Compușii de separat, nemiscibili cu apa, formează o fază distinctă după condensare, ceea ce permite separarea lor prin procese simple de decantare sau filtrare.